# North East Region
Koordinaten: 10° 18′ N, 0° 48′ W
Die North East Region ist eine Region in Ghana mit der Hauptstadt Nalerigu. Ihr Name (deutsch: „Nordost-Region“) bezieht sich auf ihre Lage in Ghana.

## Geografie
Die Region liegt im Nordosten des Landes und grenzt an die Upper East Region im Norden, Togo im Osten, die Northern Region im Süden, die Savannah Region im Südwesten sowie die Upper West Region im Westen. Mit einer Fläche von 9074 km² ist sie die viertkleinste Region Ghanas, gemessen an ihrer Einwohnerzahl die kleinste.
Die Region hat eine West-Ost-Ausdehnung von rund 220 Kilometern, aber nur eine Nord-Süd-Ausdehnung von rund 40 Kilometern. Die Nordgrenze wird zum größten Teil vom Weißen Volta und seinem Nebenfluss, dem Morago gebildet.

## Geschichte
Die North East Region gehört zu den sechs im Februar 2019 neu gegründeten Regionen des Landes. Es war ein Wahlversprechen der New Patriotic Party zu den Wahlen 2016, neue Regionen zu schaffen. In einem Referendum vom 27. Dezember 2018 sprachen sich 99,67 % der Abstimmenden für die Bildung der neuen Region aus, sodass sie am 12. Februar 2019 mit dem Constitutional Instrument 116 als Ausgliederung aus der Northern Region gegründet wurde.

## Administrative Gliederung
Die Region gliedert sich in sechs Distrikte:
| Distrikt                | Hauptort   |
| ----------------------- | ---------- |
| Bunkpurugu-Nyankpanduri | Bunkpurugu |
| Chereponi               | Chereponi  |
| East Mamprusi Municipal | Gambaga    |
| Mamprugu Moagduri       | Yagaba     |
| West Mamprusi Municipal | Walewale   |
| Yunyoo-Nasuan           | Yunyoo     |

## Nachweise
1. ↑  Kweku Zurek: Confirmed: Results of the 2018 referendum on now regions, www.graphic.com.gh vom 28. Dezember 2018, abgerufen am 17. Dezember 2019
2. ↑  North East Region auf ghanadistricts.gov.gh, abgerufen am 17. Dezember 2019
3. ↑  Distriktliste auf ghanadistricts.gov.gh, abgerufen am 17. Dezember 2019